# 18a etapa del Tour de França de 2013
La 18a etapa del Tour de França de 2013 es disputà el dijous 18 de juliol de 2013 sobre un recorregut de 172,5 km entre Gap (Alts Alps) i el cim de L'Aup d'Uès (Isère).
El vencedor de l'etapa fou el francès Christophe Riblon (AG2R La Mondiale), que s'imposà en solitari en l'arribada a L'Aup d'Uès després de superar en els darrers quilòmetres d'ascensió a l'estatunidenc Tejay van Garderen (BMC Racing Team). Christopher Froome (Team Sky) conservà el lideratge, tot i que va perdre poc més d'un minut respecte Nairo Quintana (Movistar Team) i Joaquim Rodríguez (Team Katusha). La lluita per la segona posició quedà més viva que mai a la fi de l'etapa, amb quatre corredors separats per poc més de 45 segons.

## Recorregut

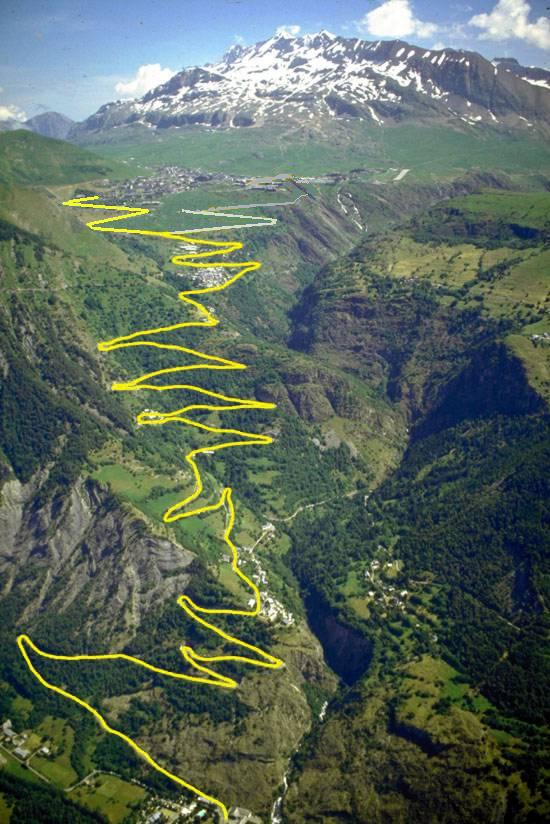
Panorama dels 21 revolts a l'l'Aup d'Uès, que s'han de pujar en dues ocasions durant l'etapa.

Etapa reina de la cursa als Alps, amb un doble pas per l'Aup d'Uès per primera vegada en la història del Tour. La cursa surt de Gap (Alts Alps) i ja de bon començament es troben la primera de les dificultats puntuables per a la muntanya del dia, el Coll de Manse, de segona categoria, que dos dies abans havien fet de baixada. Un terreny trenca-cames duu els ciclistes cap al coll d'Ornon, pas previ a l'esprint de Le Bourg-d'Oisans (km 108) i l'inici de la primera de les ascensions a l'Aup d'Uès (12,3 km al 8,4%) que es corona al km 122,5 d'etapa. Tot seguit, quasi sense baixada, s'inicia l'ascensió a l'inèdit coll de Sarenne, el qual destaca més pel seu perillós descens, que permet iniciar novament l'ascensió a l'Aup d'Uès, punt final de l'etapa.

## Desenvolupament de l'etapa
Diferents intents d'escapada es produïren en l'ascensió al Coll de Manse, però no va ser fins al descens d'aquest quan es formà una escapada integrada per nou corredors: Sylvain Chavanel (Omega Pharma-Quick Step), Moreno Moser (Cannondale), Tejay Van Garderen (BMC Racing Team), Jens Voigt (RadioShack-Leopard), Arnold Jeannesson (FDJ), Christophe Riblon (AG2R La Mondiale), Andrey Amador (Movistar Team), Lars Boom (Belkin Pro Cycling Team) i Tom Danielson (Garmin-Sharp). Quan l'escapada ja estava consolidada, del gran grup van escapar-se Sergio Paulinho i Nicolas Roche (Team Saxo-Tinkoff) però en cap moment s'acostaren a menys de quatre minuts i mig del grup capdavanter. Amb tot, això obligà el Team Sky a posar un ritme viu per tenir controlats els companys d'equip d'Alberto Contador. Els escapats aconseguiren una màxima diferència de 8' 25", que s'havia reduït a 7' 45" al pas pel coll d'Ornon. En el seu descens es trencà el grup capdavanter, quedant al capdavant Moser, Van Garderen, Riblon, Chavanel i Boom. Tot i que els escapats es van tornar a unir en les primeres rampes de l'Aup d'Uès, a manca de 10 km pel cim Van Garderen accelerava per fer en solitari la major part de l'ascensió. A manca d'un quilòmetre va ser agafat per Moser i Riblon, continuant junts fins al coll de Sarenne. En el descens Van Garderen i Riblon van tenir problemes i quedaren endarrerits respecte a Moser, però en finalitzar el descens es tornaren a unir.
Al gran grup, homes que no preocupaven en la general feren els primers atacs en l'ascensió a l'Aup d'Uès: Pierre Rolland (Team Europcar), Wout Poels (Vacansoleil-DCM), Mikel Nieve (Euskaltel–Euskadi) i Andy Schleck (RadioShack-Leopard). En la difícil baixada del coll de Sarenne atacaren Contador i Kreuziger, gastant unes forces que després necessitarien en l'ascensió final, sent neutralitzats a manca de 25 km per a l'arribada.
Els tres escapats iniciaren la darrera ascensió amb 5'15" sobre el grup del líder, però poc després Van Garderen se n'anà en solitari cap al cim. Riblon es mantingué uns 40" rere seu, però un defalliment de l'estatunidenc en els darrers 4 km li permeté superar-lo a manca de 2 km i guanyar l'etapa en solitari.
Entre el gran grup, el Movistar Team imposava un fort ritme d'ascensió i animava a Froome a atacar. Aquesta acceleració deixà enrere a Contador i Kreuziger, però no pas a Nairo Quintana, que li seguí el ritme. Poc després Froome i Quintana eren agafats per Joaquim Rodríguez (Team Katusha) i Richie Porte (Team Sky). A manca de 5 km el mallot groc va tenir un defalliment, cosa que fou aprofitat per Quintana i Rodríguez per deixar-lo enrere i obtenir poc més d'un minut sobre Froome en l'arribada. Contador va poder conservar la segona posició per escassos segons. Una vegada finalitzada l'etapa, Froome i Porte foren sancionats amb 20 segons per un avituallament irregular.

## Esprints
| Primer  | Lars Boom (NED)          | 20 pts |
| Segon   | Sylvain Chavanel (FRA)   | 17 pts |
| Tercer  | Christophe Riblon (FRA)  | 15 pts |
| Quart   | Moreno Moser (ITA)       | 13 pts |
| Cinquè  | Tejay van Garderen (USA) | 11 pts |
| Sisè    | Thomas Danielson (USA)   | 10 pts |
| Setè    | Jens Voigt (GER)         | 9 pts  |
| Vuitè   | Andrey Amador (CRC)      | 8 pts  |
| Novè    | Arnold Jeannesson (FRA)  | 7 pts  |
| Desè    | Sérgio Paulinho (POR)    | 6 pts  |
| Onzè    | Nicolas Roche (IRL)      | 5 pts  |
| Dotzè   | André Greipel (GER)      | 4 pts  |
| Tretzè  | Peter Sagan (SVK)        | 3 pts  |
| Catorzè | Fabio Sabatini (ITA)     | 2 pts  |
| Quinzè  | Maciej Bodnar (POL)      | 1 pt   |

| Primer  | Christophe Riblon (FRA)  | 20 pts |
| Segon   | Tejay van Garderen (USA) | 17 pts |
| Tercer  | Moreno Moser (ITA)       | 15 pts |
| Quart   | Nairo Quintana (COL)     | 13 pts |
| Cinquè  | Joaquim Rodríguez (CAT)  | 11 pts |
| Sisè    | Richie Porte (AUS)       | 10 pts |
| Setè    | Chris Froome (GBR)       | 9 pts  |
| Vuitè   | Alejandro Valverde (ESP) | 8 pts  |
| Novè    | Mikel Nieve (ESP)        | 7 pts  |
| Desè    | Jakob Fuglsang (DEN)     | 6 pts  |
| Onzè    | Alberto Contador (ESP)   | 5 pts  |
| Dotzè   | Roman Kreuziger (CZE)    | 4 pts  |
| Tretzè  | Michael Rogers (AUS)     | 3 pts  |
| Catorzè | Andrew Talansky (USA)    | 2 pts  |
| Quinzè  | José Serpa (COL)         | 1 pt   |

## Ports de muntanya
| Primer | Ryder Hesjedal (CAN)    | 5 pts |
| Segon  | Arnold Jeannesson (FRA) | 3 pts |
| Tercer | Thomas Voeckler (FRA)   | 2 pts |
| Quart  | John Gadret (FRA)       | 1 pt  |

| Primer | Thomas Danielson (USA)  | 2 pts |
| Segon  | Christophe Riblon (FRA) | 1 pt  |

| Primer | Arnold Jeannesson (FRA) | 5 pts |
| Segon  | Sylvain Chavanel (FRA)  | 3 pts |
| Tercer | Jens Voigt (GER)        | 2 pts |
| Quart  | Thomas Danielson (USA)  | 1 pt  |

| 1r  | Moreno Moser (ITA)       | 25 pts |
| 2n  | Christophe Riblon (FRA)  | 20 pts |
| 3r  | Tejay van Garderen (USA) | 16 pts |
| 4t  | Jens Voigt (GER)         | 14 pts |
| 5è  | Thomas Danielson (USA)   | 12 pts |
| 6è  | Arnold Jeannesson (FRA)  | 10 pts |
| 7è  | Lars Boom (NED)          | 8 pts  |
| 8è  | Andrey Amador (CRC)      | 6 pts  |
| 9è  | Sylvain Chavanel (FRA)   | 4 pts  |
| 10è | Mikel Nieve (ESP)        | 2 pts  |

| Primer | Tejay van Garderen (USA) | 5 pts |
| Segon  | Christophe Riblon (FRA)  | 3 pts |
| Tercer | Jens Voigt (GER)         | 2 pts |
| Quart  | Moreno Moser (ITA)       | 1 pt  |

| 1r  | Christophe Riblon (FRA)  | 50 pts |
| 2n  | Tejay van Garderen (USA) | 40 pts |
| 3r  | Moreno Moser (ITA)       | 32 pts |
| 4t  | Nairo Quintana (COL)     | 14 pts |
| 5è  | Joaquim Rodríguez (CAT)  | 24 pts |
| 6è  | Richie Porte (AUS)       | 20 pts |
| 7è  | Chris Froome (GBR)       | 16 pts |
| 8è  | Alejandro Valverde (ESP) | 12 pts |
| 9è  | Mikel Nieve (ESP)        | 8 pts  |
| 10è | Jakob Fuglsang (DEN)     | 4 pts  |

## Classificació de l'etapa
|    | Ciclista                 | Equip                 | Temps      |
| -- | ------------------------ | --------------------- | ---------- |
| 1  | Christophe Riblon (FRA)  | AG2R La Mondiale      | 4h 51' 32" |
| 2  | Tejay van Garderen (USA) | BMC Racing Team       | + 59"      |
| 3  | Moreno Moser (ITA)       | Cannondale            | + 1' 27"   |
| 4  | Nairo Quintana (COL)     | Movistar Team         | + 2' 12"   |
| 5  | Joaquim Rodríguez (CAT)  | Team Katusha          | + 2' 15"   |
| 6  | Richie Porte (AUS)       | Team Sky              | + 3' 18"   |
| 7  | Chris Froome (GBR)       | Team Sky              | + 3' 18"   |
| 8  | Alejandro Valverde (ESP) | Movistar Team         | + 3' 22"   |
| 9  | Mikel Nieve (ESP)        | Euskaltel–Euskadi     | + 4' 15"   |
| 10 | Jakob Fuglsang (DEN)     | Astana Qazaqstan Team | + 4' 15"   |

## Classificació general
|    | Ciclista                 | Equip                   | Temps       |
| -- | ------------------------ | ----------------------- | ----------- |
| 1  | Chris Froome (GBR)       | Team Sky                | 71h 02' 19" |
| 2  | Alberto Contador (ESP)   | Team Saxo-Tinkoff       | + 5' 11"    |
| 3  | Nairo Quintana (COL)     | Movistar Team           | + 5' 32"    |
| 4  | Roman Kreuziger (CZE)    | Team Saxo-Tinkoff       | + 5' 44"    |
| 5  | Joaquim Rodríguez (CAT)  | Team Katusha            | + 5' 58"    |
| 6  | Bauke Mollema (NED)      | Belkin Pro Cycling Team | + 8' 58"    |
| 7  | Jakob Fuglsang (DEN)     | Astana Qazaqstan Team   | + 9' 33"    |
| 8  | Michael Rogers (AUS)     | Team Saxo-Tinkoff       | + 14' 26"   |
| 9  | Michał Kwiatkowski (POL) | Omega Pharma-Quick Step | + 14' 38"   |
| 10 | Laurens ten Dam (NED)    | Belkin Pro Cycling Team | + 14' 39"   |

## Classificacions annexes
|    | Ciclista             | Equip                   | Punts   |
| -- | -------------------- | ----------------------- | ------- |
| 1r | Peter Sagan (SVK)    | Cannondale              | 380 pts |
| 2n | Mark Cavendish (GBR) | Omega Pharma-Quick Step | 278 pts |
| 3r | André Greipel (GER)  | Lotto-Belisol           | 227 pts |

|    | Ciclista                | Equip            | Punts   |
| -- | ----------------------- | ---------------- | ------- |
| 1r | Chris Froome (GBR)      | Team Sky         | 104 pts |
| 2n | Nairo Quintana (COL)    | Movistar Team    | 97 pts  |
| 3r | Christophe Riblon (FRA) | AG2R La Mondiale | 77 pts  |

|    | Ciclista                 | Equip                   | Temps       |
| -- | ------------------------ | ----------------------- | ----------- |
| 1r | Nairo Quintana (COL)     | Movistar Team           | 71h 07' 51" |
| 2n | Michał Kwiatkowski (POL) | Omega Pharma-Quick Step | + 9' 06"    |
| 3r | Andrew Talansky (USA)    | Garmin-Sharp            | + 10' 52"   |

|    | Equip              | Temps        |
| -- | ------------------ | ------------ |
| 1r | Team Saxo-Tinkoff  | 212h 29' 26" |
| 2n | AG2R La Mondiale   | + 06' 05"    |
| 3r | RadioShack-Leopard | + 12' 29"    |

## Abandonaments
- William Bonnet (FRA) (FDJ): abandona.
- Alexei Lutsenko (KAZ) (Astana Qazaqstan Team): abandona.